# Mali Jasenovac
Mali Jasenovac (en serbe cyrillique : Мали Јасеновац) est un village de Serbie situé sur le territoire de la ville de Zaječar, district de Zaječar. Au recensement de 2011, il comptait 209 habitants.

## Démographie

### Évolution historique de la population
| 1948 | 1953 | 1961 | 1971 | 1981 | 1991 | 2002 | 2011 |
| ---- | ---- | ---- | ---- | ---- | ---- | ---- | ---- |
| 775  | 742  | 706  | 679  | 554  | 407  | 284  | 209  |

|  |